# Mammillaria Postscripts
Mammillaria Postscripts (abreviado Mammillaria Postscripts) es un libro con ilustraciones y descripciones botánicas que fue escrito por el botánico y taxónomo David Richard Hunt y publicado en el año 1989.